# Милевская, Анна
Анна Милевская (пол. Anna Milewska; род. 22 февраля 1931) — польская актриса театра, кино, радио и телевидения.

## Биография
Анна Милевская родилась в Варшаве. В 1952 году окончила факультет истории искусства Варшавского университета. Актёрское образование получила в Государственной высшей театральной школе в Кракове, которую окончила в 1959 году. Дебютировала в театре в 1959 г. Актриса театров в Кельце, Лодзи и Варшаве. Выступает в спектаклях «театра телевидения» и «театра Польского радио».

## Роли в театре
- 1959 — «Свадьба Фигаро» П. Бомарше; режиссёр Ядвига Марсо (Театр имени Стефана Жеромского) — Франуся, Керубино
- 1960 — «Соломенная шляпка» Э. Лабиша; режиссёр Ядвига Марсо, Ян Бичицкий (Театр имени Стефана Жеромского) — Элен
- 1960 — «Авантюра» Р. де Флера и Г. де Кайаве; режиссёр Стефания Доманьская (Театр имени Стефана Жеромского) — Элен
- 1960 — «Вид с моста» А. Миллера; режиссёр Ядвига Марсо (Театр имени Стефана Жеромского) — Кэтрин
- 1960 — «Медведь» А. Чехова; режиссёр Ядвига Марсо (Театр имени Стефана Жеромского) — Елена Павловна
- 1960 — «Пышка» Г. де Мопассана; режиссёр Ядвига Марсо (Театр имени Стефана Жеромского) — Елизавета Руссэ
- 1961 — «Двенадцатая ночь» У. Шекспира; режиссёр Ядвига Марсо (Театр имени Стефана Жеромского) — Мария
- 1961 — «Месяц в деревне» И. Тургенева; режиссёр Збигнев Кочанович (Всеобщий театр (Лодзь)) — Верочка
- 1962 — «Лодзинские цветы» С. Совиньской; режиссёр Роман Сыкала (Всеобщий театр (Лодзь)) — Ирена
- 1962 — «Дорога в Рим» Р. Шервуда; режиссёр Роман Сыкала (Всеобщий театр (Лодзь)) — Амитис
- 1962 — «Любовь и нейтроны» С. Э. Буры и М. Стажиньской; режиссёр Мария Каневская (Всеобщий театр (Лодзь)) — Марта

## Избранная фильмография
- 1964 — Барбара и Ян / Barbara i Jan (только в 2-й серии)
- 1965 — Выстрел / Wystrzał
- 1967 — Житие Матеуша / Żywot Mateusza
- 1970 — Семейная жизнь / Życie rodzinne
- 1971 — Третья часть ночи / Trzecia część nocy
- 1973 — Майор Хубаль / Hubal
- 1975 — Директора / Dyrektorzy
- 1975 — Ярослав Домбровский / Jarosław Dąbrowski
- 1977 — Палас-отель / Palace Hotel
- 1977 — Кукла / Lalka
- 1978 — Семья Поланецких / Rodzina Połanieckich
- 1980 — Кармилла / Carmilla
- 1980 — Крах операции «Террор»
- 1981 — Коноплянка / Konopielka
- 1982 — Скучная история / Nieciekawa historia
- 1983 — Соболь и панна / Soból i panna
- 1984 — Марыня / Marynia
- 1985 — Секирезада / Siekierezada
- 1988 — Где бы ни был… / Gdzieśkolwiek jest, jeśliś jest…
- 1995 — Машина превращений / Maszyna zmian
- 1996—2000 — Дом / Dom
- 1998—2010 — Злотопольские / Złotopolscy
- 1999 — Айлавйу / Ajlawju
- 2000 — Спрятанные сокровища / Skarby ukryte
- 2001 — Сто минут отпуска / Sto minut wakacji
- 2001 — Реквием / Requiem
- 2009 — Отец Матеуш / Ojciec Mateusz
- 2012 — Комиссар Алекс / Komisarz Aleks
- 2013 — Правосудие Агаты / Prawo Agaty
- 2013—2019 — «Л» значит Любовь / M jak miłość
- 2015 — В добре и в зле / Na dobre i na złe
- 2016 — Комиссия убийств / Komisja morderstw
- 2016—2018 — Блондинка / Blondynka

## Признание
- 1978 — Золотой Крест Заслуги.
- 1985 — Медаль «40-летие Народной Польши».
- 1986 — Кавалерский крест Ордена Возрождения Польши.